# Milton (Dakota du Nord)
Pour les articles homonymes, voir Milton.
La ville de Milton est située dans le comté de Cavalier, dans l’État du Dakota du Nord, aux États-Unis. Lors du recensement de 2010, sa population s’élevait à 58 habitants.

## Histoire
Hannah a été fondée en 1887.

## Démographie
| 1890 | 1900 | 1910 | 1920 | 1930 | 1940 |
| ---- | ---- | ---- | ---- | ---- | ---- |
| 202  | 384  | 410  | 393  | 329  | 310  |

| 1950 | 1960 | 1970 | 1980 | 1990 | 2000 |
| ---- | ---- | ---- | ---- | ---- | ---- |
| 322  | 264  | 198  | 195  | 133  | 85   |

| 2010 | - | - | - | - | - |
| ---- | - | - | - | - | - |
| 58   | - | - | - | - | - |

## Source
- (en) Cet article est partiellement ou en totalité issu de l’article de Wikipédia en anglais intitulé « Milton, North Dakota » (voir la liste des auteurs).